# Giorgio Puia
Giorgio Puia (Gorizia, Provincia de Gorizia, Italia, 8 de marzo de 1938) es un exfutbolista y director técnico italiano. Se desempeñaba en la posición de defensa.

## Selección nacional
Fue internacional con la selección de fútbol de Italia en 7 ocasiones. Debutó el 11 de noviembre de 1962, en un encuentro amistoso ante la selección de Austria que finalizó con marcador de 2-1 a favor de los italianos.

### Participaciones en Copas del Mundo
| Mundial                        | Sede   | Resultado  |
| ------------------------------ | ------ | ---------- |
| Copa Mundial de Fútbol de 1970 | México | Subcampeón |

## Clubes

### Como futbolista
| Club              | País   | Año       |
| ----------------- | ------ | --------- |
| Triestina Calcio  | Italia | 1958-1960 |
| Lanerossi Vicenza | Italia | 1960-1963 |
| Torino F. C.      | Italia | 1963-1972 |

### Como entrenador
| Equipo         | País   | Año       |
| -------------- | ------ | --------- |
| A. S. Ivrea    | Italia | 1974-1975 |
| A. S. Biellese | Italia | 1976-1977 |
| U. S. Latina   | Italia | 1983-1984 |

## Palmarés

### Campeonatos nacionales
| Título      | Club         | País   | Año     |
| ----------- | ------------ | ------ | ------- |
| Copa Italia | Torino F. C. | Italia | 1967-68 |
| Copa Italia | Torino F. C. | Italia | 1970-71 |